# Brestača
Brestača är en ort i Kroatien.   Den ligger i länet Moslavina, i den östra delen av landet, 90 km sydost om huvudstaden Zagreb. Brestača ligger 127 meter över havet och antalet invånare är 989.
Terrängen runt Brestača är huvudsakligen platt, men österut är den kuperad. Runt Brestača är det glesbefolkat, med 19 invånare per kvadratkilometer. Närmaste större samhälle är Novska, 2,3 km sydost om Brestača. I omgivningarna runt Brestača växer i huvudsak lövfällande lövskog.